# Joseph Haslet
Joseph Haslet (* 1769 bei Milford, Delaware Colony; † 20. Juni 1823 im Kent County, Delaware) war ein US-amerikanischer Politiker und von 1811 bis 1814 sowie nochmals im Jahr 1823 Gouverneur des Bundesstaates Delaware.

## Frühe Jahre und politischer Aufstieg
Joseph Haslet verlor schon früh seine Eltern und kam dann in die Obhut des Obersten Richters von Delaware, William Killen. Dieser schickte ihn nach Wilmington, wo er eine Lehre bei einem Uhrmacher absolvierte. Nachdem Haslet mündig geworden war, entschied er sich aber für die Landwirtschaft. Im Sussex County erwarb und bewirtschaftete er eine Farm.
Haslet war Mitglied der Demokratisch-Republikanischen Partei von Thomas Jefferson. In den Jahren 1804 und 1807 bewarb er sich jeweils erfolglos um das Amt des Gouverneurs von Delaware. Am 2. Oktober 1810 schaffte er beim dritten Anlauf gegen seinen späteren Nachfolger Daniel Rodney den Sprung in das höchste Amt seines Staates.

## Gouverneur von Delaware
Joseph Haslet trat sein neues Amt am 15. Januar 1811 an. Seine dreijährige Amtszeit wurde von den Ereignissen des Britisch-Amerikanischen Kriegs überschattet, zu dem auch Delaware seinen Beitrag leisten musste. Es gelang ihm, die Legislative zur Bewilligung der nötigen Mittel zur Ausrüstung der Miliz zu bewegen. Während dieses Krieges kam es in Delaware auch zu Kampfhandlungen, bei denen Teile des Staates von den Briten besetzt wurden. In dieser Zeit wurde auch die Farmer’s Bank of Delaware gegründet.
Aufgrund einer Verfassungsklausel durfte Haslet 1813 nicht zur Wiederwahl antreten. Daher schied er zum 18. Januar 1814 aus seinem Amt aus und widmete sich wieder der Arbeit auf seiner Farm. Im Oktober 1822 wurde er dann aber nach einem harten Wahlkampf und mit knapper Mehrheit erneut in dieses Amt gewählt. Damit wurde er der erste Gouverneur von Delaware, der zwei nicht zusammenhängende Amtszeiten absolvieren konnte. Er war auch der einzige Kandidat, der viermal zu einer Gouverneurswahl antrat. Haslet trat seine zweite Amtszeit am 21. Januar 1823 an. Er konnte dieses Amt aber nur bis zum 20. Juni 1823, dem Tag seines Todes, ausüben. In diesen sechs Monaten hat er einige Begnadigungen ausgesprochen und einige Ausschüsse neu besetzt. Gouverneur Joseph Haslet war zweimal verheiratet und hatte ein Kind.